# Bélfenyér
Bélfenyér (románul Belfir) falu Romániában, Bihar megyében, Tenkétől 3 km-re délre. Közigazgatásilag Tenkéhez tartozik.

## Fekvése
Nagyváradtól délre, a Fekete-Körös völgyében, Tenke, Ökrös, Feketegyörös és Alsókocsoba közt fekvő település.

## Története
Bélfenyér nevét 1552-ben említette először oklevél Belfenyer néven. 1808-ban Béllfenyér, Belfire, 1913-ban Bélfenyér néven írták.
A település a legrégibb időtől a váradi püspökség birtokai közé tartozott. A török hódoltság alatt elpusztult, de utána ismét betelepült.
1703. szeptember 1-jén Bóné András ezereskapitány és kurucai itt verték meg az aradi vár ellenük küldött rác katonáit. Az 1766-os canonica visitatio régi kis kőegyházát is említette, és megjegyezte róla, hogy „az egész oly kicsi vala, hogy híveinek felét sem fogadhatá magába.”
1849 után a zömmel szántókból és tölgyerdőkből álló püspökségi birtokból majorságként az erdő és egy terjedelmes legelő maradt püspöki tulajdonban.
1910-ben 1531 lakosából 1519 magyar volt, ebből 1484 római katolikus, 28 református.
A trianoni békeszerződés előtt Bihar vármegye Tenkei járásához tartozott.
Bélfenyér lakói egykor híres szekérgyártók voltak, az itt készült szekerek Békés és Arad megye síkjain is keresettek voltak. Szekérgyártóiról és az itt készült szekerekről már Fényes Elek is megemlékezett.
Határában egykor két falu is állt:

### Buzás
Az Olcsa felé vezető úton állt egykor Buzás község, melyet az 1332-es pápai tizedjegyzékben még mint egyházas helyet említettek. Az 1552. évi adóösszeírásban Buzás név alatt Vajda Mihály birtoka volt.

### Szigeti
Ugyancsak Bélfenyér közelében, a Sziget nevű helyen állt egykor Szigeti község is, amelynek nevét 1214-ben említette először oklevél Seigueti néven. Szigeti neve szintén előfordult már az 1332. évi tizedjegyzékben és a 16. századi adóösszeírásokban mint a váradi püspök birtokát említették.

## Nevezetességek
- Római katolikus temploma 1785-ben épült, gróf Kollonits György nagyváradi püspök építtette.

## Híres emberek
- Itt született 1925. augusztus 5-én Csák László romániai magyar nyelvész, szótárszerkesztő.
- Bélfenyéren volt plébános (1875–80) Bunyitay Vince apát-kanonok, történettudós.